# Festival für junge Politik

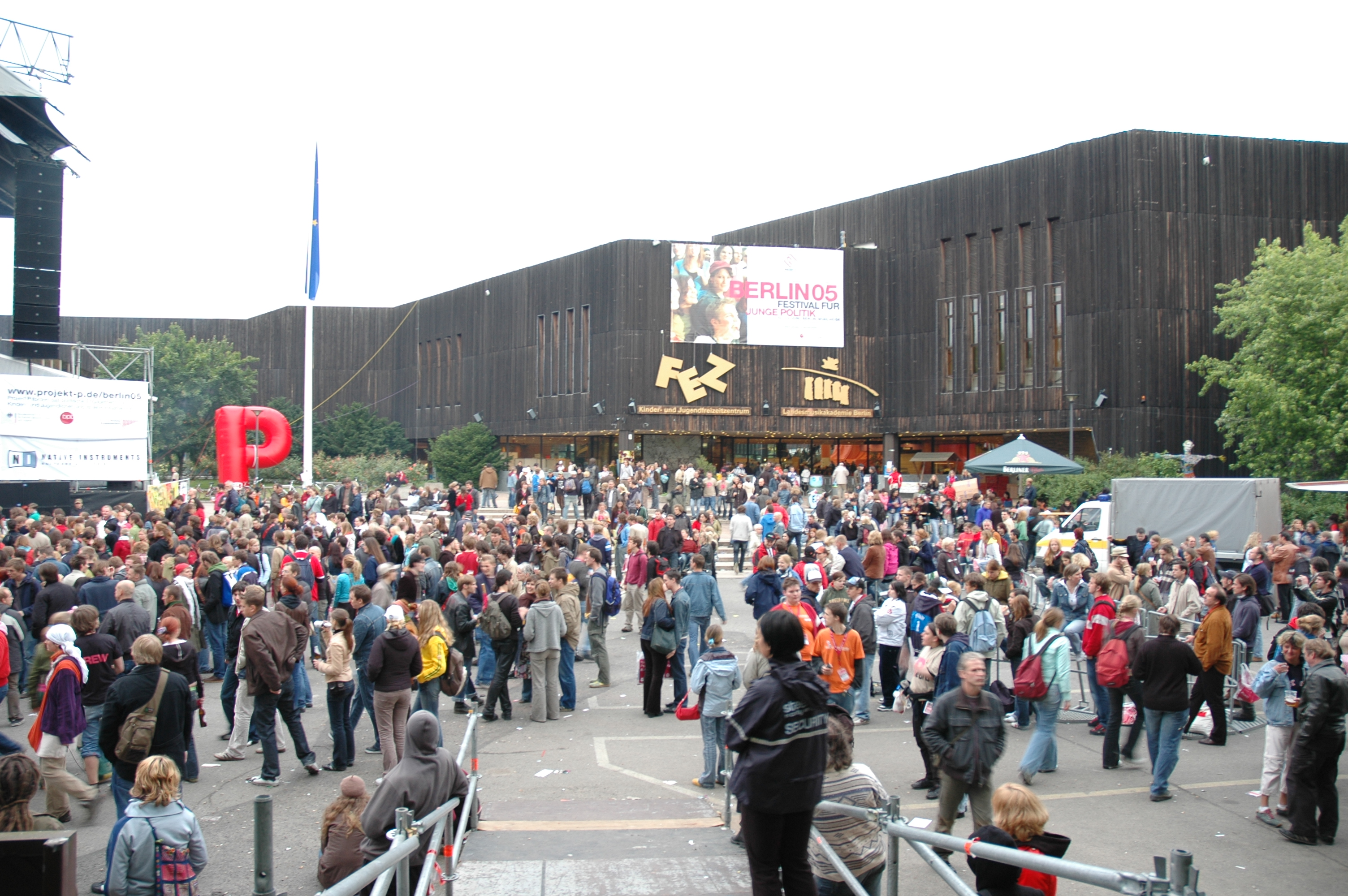
Hauptgebäude des FEZ bei Berlin 05

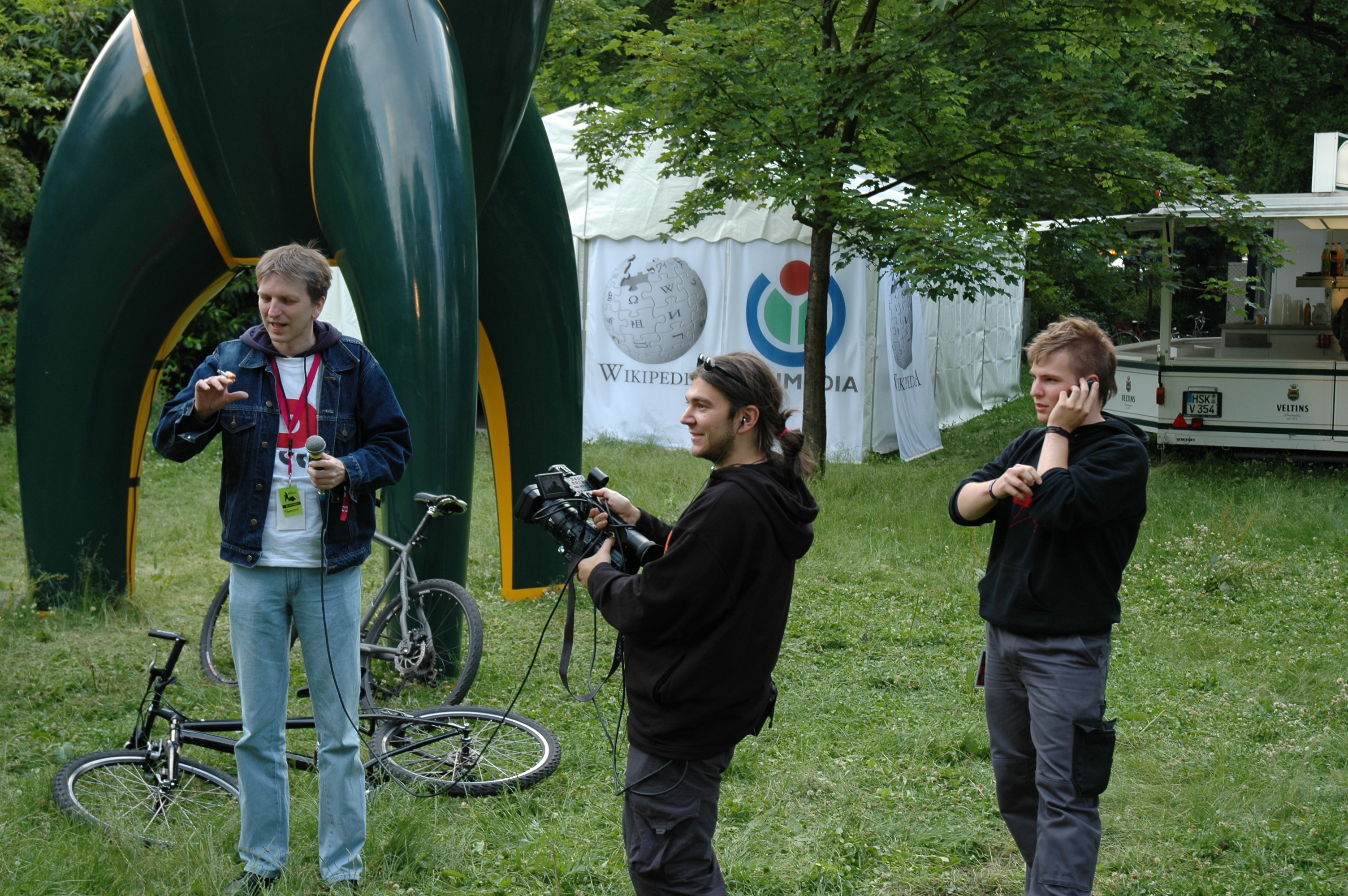
EB-Team bei Berlin 05

Das Festival für junge Politik wurde bislang zweimal ausgerichtet. Beide Festivals waren Veranstaltungen des Aktionsprogramms für mehr Jugendbeteiligung, initiiert vom Bundesministerium für Familie, Senioren, Frauen und Jugend, der Bundeszentrale für Politische Bildung und des Deutschen Bundesjugendringes. Sie fanden jeweils im Freizeit- und Erholungszentrum (FEZ) im Berliner Volkspark Wuhlheide statt.

## Berlin 05
„Berlin 05 – Festival für Junge Politik“ fand vom 10. bis 15. Juni 2005 statt und war die Höhepunktsveranstaltung im Rahmen von „Projekt P“, wie damals das Aktionsprogramms für mehr Jugendbeteiligung genannt wurde. Die mitwirkenden Teilnehmer wurden von der Servicestelle Jugendbeteiligung betreut. Organisiert wurde die Veranstaltung vom Berlin 05-Projektbüro c/o Visionauten.
Die Campmedien-Live-Zeitung politikorange und die Online-Berichterstattung wurden von der Jugendpresse organisiert. Das Campradioprojekt SAY WHAT! auf UKW 105,2 leistete die Berichterstattung aus den 300 Jugendprojekten. Es waren zahlreiche Vertreter aus Politik, Jugendverbänden und Jugendinformation vor Ort.
Musikalische Gäste waren unter anderem Tocotronic, Die Fantastischen Vier, Clueso und Max Herre. Daneben präsentierte sich eine Reihe von Gruppierungen; unter anderem im Rahmen des Camp Discordia der Chaos Computer Club, die Wikipedia und die Kunstsportgruppe Umgehungstechnik Berlin.
Die Politik-Community dol2day war in einem eigenen Zelt vertreten und bot unter anderem Einführungsrunden in die Strukturen der Seite, den politischen Kompass (für dol2day-Parteien) und als Festival-Spiel die „Kanzler-Rallye“ an. Außerdem fanden – analog zu den Internet-Chats, die dol2day ansonsten regelmäßig durchführt – Diskussionen mit bekannten Politikern wie Renate Schmidt, Hans-Christian Ströbele, Anna Lührmann, Jens Spahn, Johannes Vogel und Stephan Schilling statt.

## Berlin 08

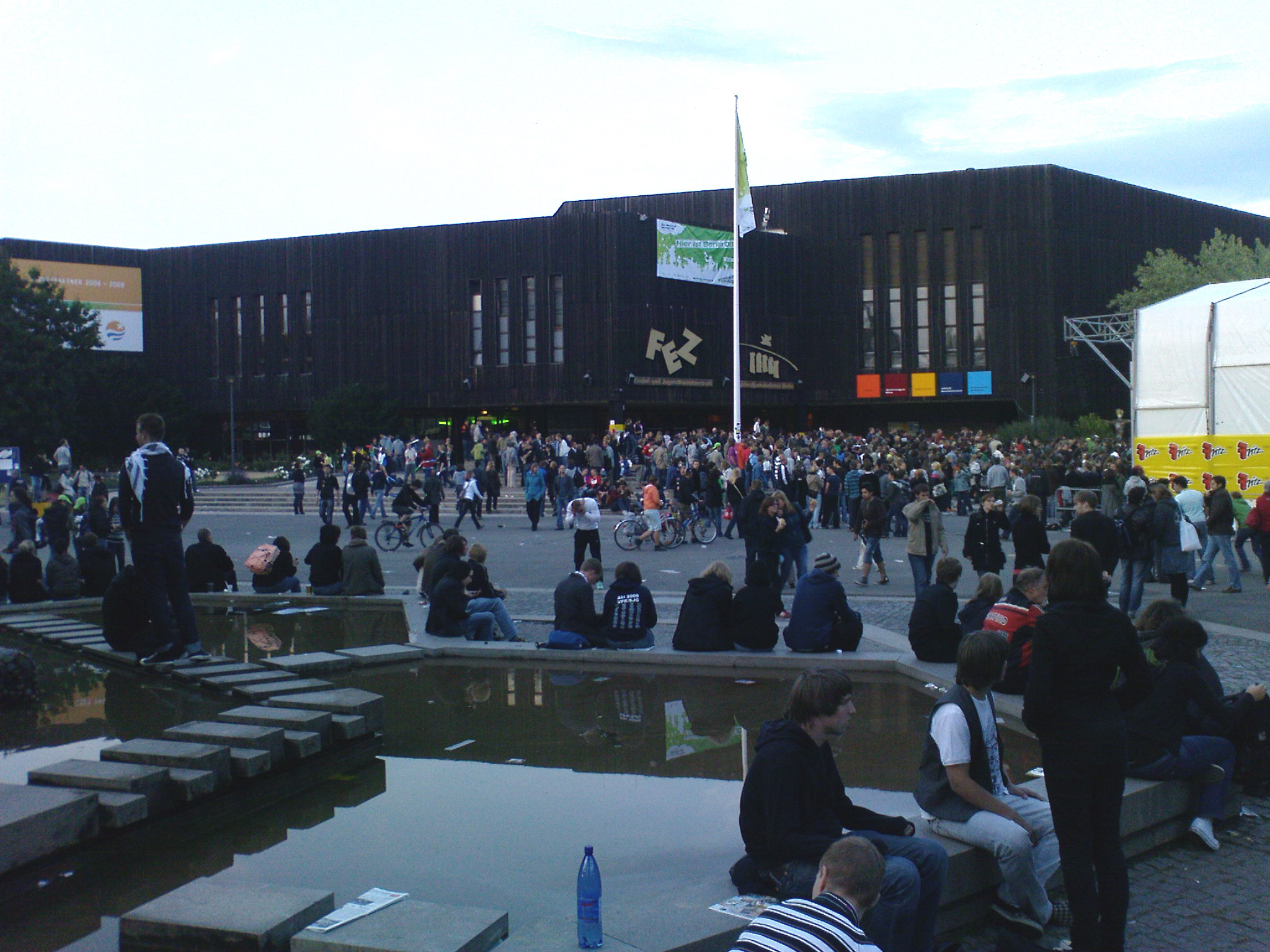
FEZ

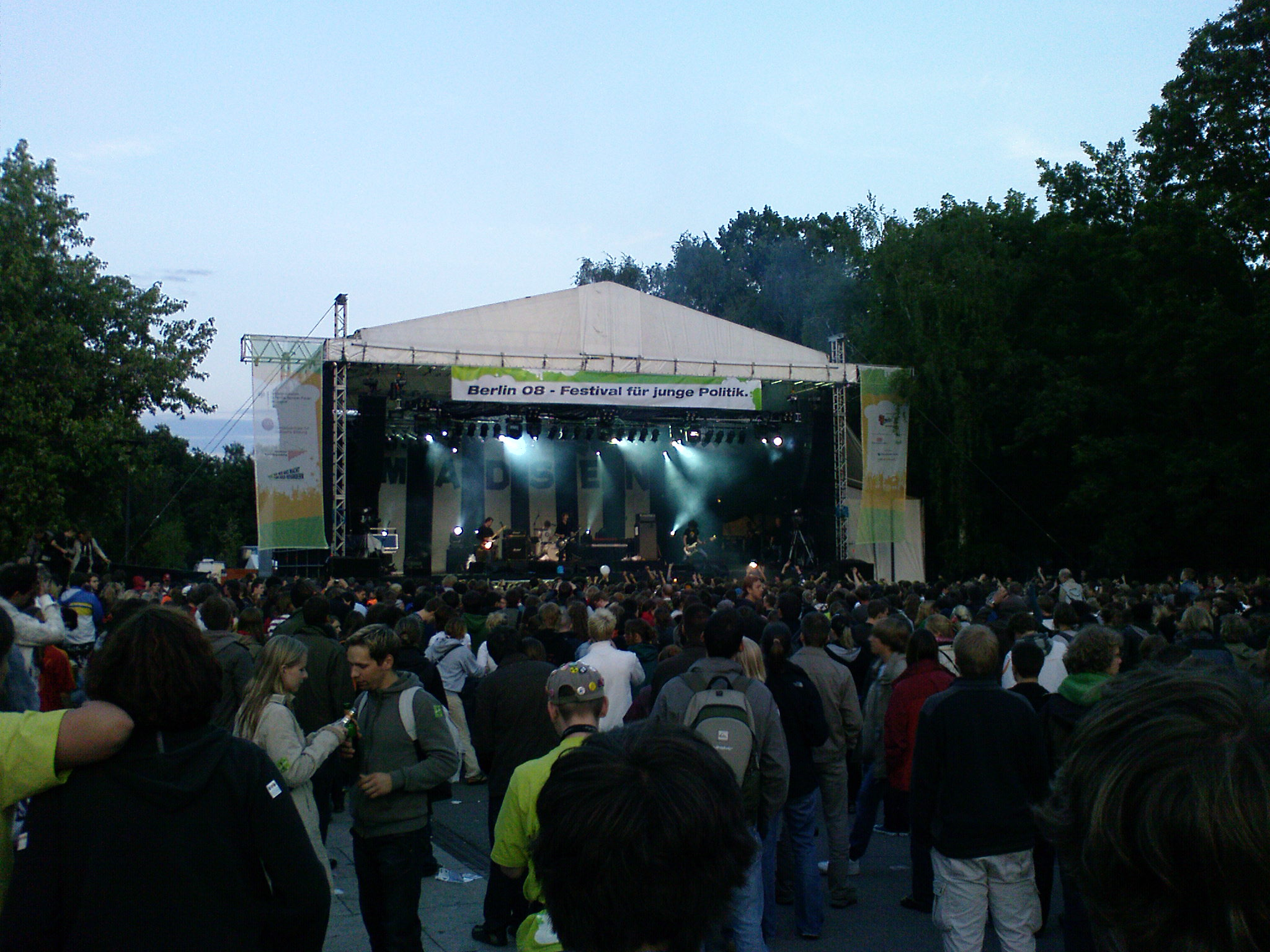
Blick auf die Hauptbühne während des Madsen-Konzertes

„Berlin 08 – Das Festival für Junge Politik“ fand vom 13. bis 15. Juni 2008 im FEZ im Volkspark Wuhlheide statt und war eine Veranstaltung von „du-machst.de“ dem „Aktionsprogramm für mehr Jugendbeteiligung“.
Auch dieses Mal organisierte die Jugendpresse Deutschland die Online-Berichterstattung und publizierte drei Tagesausgaben der Festivalzeitung nullacht. Auf UKW 95,2 sowie als Live-Stream war das von fluter in Zusammenarbeit mit dem festivalfrequenz e. V. produzierte Festivalradio zu hören. Das Festivalfernsehen wurde von politikorangeTV, SPIESSER TV und ROOTS&ROUTES TV produziert und unter anderem auf dem Offenen Kanal Berlin und als Web-TV gesendet.
Eine große Zahl von Organisationen, Vereinen, Initiativen und Projekten, darunter auch der Chaos Computer Club und die Wikipedia, sorgten mit über fünfhundert Veranstaltungen, Workshops und Aktionen für einen voll gepackten Festivalkalender. Neben Wir sind Helden, Culcha Candela, Madsen, Boundzound und anderen spielten auch Nachwuchsbands auf der Haupt- oder Nebenbühne. Aus der Politik nahmen unter anderem Wolfgang Thierse, Ursula von der Leyen, Rainer Eppelmann, Gerd Müller, Christian Schmidt oder auch Kajo Wasserhövel an Podiumsdiskussionen teil. Der Politik-Community dol2day standen unter anderem Klaus Uwe Benneter, Petra Pau und Franziska Drohsel Rede und Antwort.
Die Programmorganisation und -durchführung wurde von Luna Park 64 und die Teilnehmerbetreuung von lab concepts übernommen.

### Berlin 05 – Festival für Junge Politik
- Berlin05 Archiv (Memento vom 1. Januar 2009 im Internet Archive) bei „Projekt P“
- Camp Discordia: der CCC zu Gast auf dem „Berlin 05 Festival“
- Süddeutsche Zeitung über Berlin 05